# Radim Hejduk
Radim Hejduk (* 10. ledna 1991 Praha) je český politik, bývalý předseda spolku Idealisté.cz a člen ČSSD.

## Život
Narodil se roku 1991 v Praze. Rané dětství strávil v Japonsku, kde pracoval jeho otec, japanolog. Vystudoval gymnázium v Říčanech a ve studiu poté pokračoval na Národohospodářské fakultě Vysoké školy ekonomické v oboru Hospodářská politika. Zde získal titul magistra. Během studia se stal členem sociálně demokratické strany. Toto rozhodnutí bylo ovlivněno životem jeho dědy, který ačkoli sociálním demokratem nebyl, tak se jím cítil být. Inspirovaly ho také další osudy lidí, v jejichž okolí se pohyboval. V ČSSD se spřátelil s mladými lidmi ve svém věku, kteří založili spolek Idealisté.cz a do jeho řad sám vstoupil. V roce 2017 se profesně uvádí jako ekonom.

### 2017–2018
Ve volbách do Poslanecké sněmovny Parlamentu ČR v roce 2017 kandidoval na šestém místě pražské kandidátky ČSSD. Před volbami pomáhal tvořit volební program sociálních demokratů v oblasti sociálních věcí a práce. V rámci kampaně oslovoval voliče na sociální síti Facebook. Jeho profil měl v září 2017 více fanoušků než profil tehdejšího premiéra a člena sociální demokracie Bohuslava Sobotky nebo volebního lídra téže strany Lubomíra Zaorálka. Šlo o více než 17 000 příznivců. Ve volbách získal 1 153 preferenčních hlasů a do sněmovny se nedostal.
V první polovině ledna 2018 oznámil svůj úmysl kandidovat do vedení ČSSD.

### 2022
V komunálních volbách v roce 2022 kandidoval jako nestraník za Idealisty do Zastupitelstva hlavního města Prahy v koalici Solidarita, kterou tvoří ČSSD, Zelení, Budoucnost a Idealisté, ale neuspěl.